# 馬其頓復興

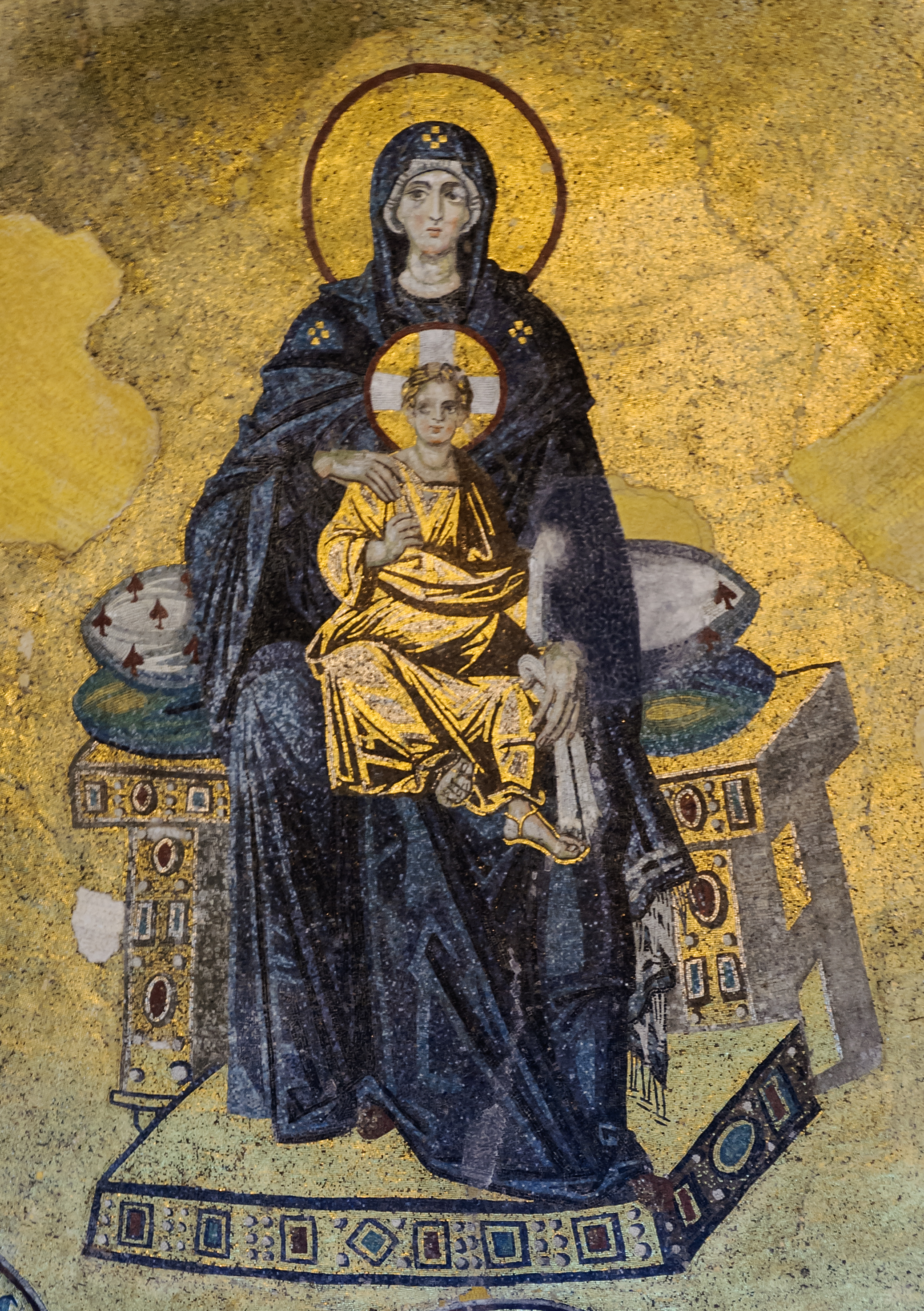
聖索菲亞大教堂中的聖母與聖子圖

馬其頓復興（英語：Macedonian Renaissance）是指的公元9至11世紀拜占庭帝國在馬其頓王朝（867至1056年）統治下蓬勃發展，此前拜占庭經歷了7至8世紀的劇變和變革（“拜占庭的黑暗歲月”）。 這一時期也被稱為拜占庭百科全書時代（英語：Byzantine encyclopedism），因為人們試圖系統地組織和編纂知識，其代表人物便是紫室生者君士坦丁七世。

## 來源
- 亚历山大·卡日丹 (编). . 牛津: 牛津大学出版社. 1991. ISBN 0-19-504652-8.
- Treadgold, Warren. . Warren Treadgold  (编). . Stanford, CA: Stanford University Press. 1984. ISBN 0-8047-1198-4.